# バイオサイエンス学科
バイオサイエンス学科は、日本の大学に設置されている学科。
生物学の中でも生命科学(ライフサイエンス・ バイオサイエンス)について学ぶ。大学院にはバイオサイエンス研究科やバイオ・情報メディア研究科 がある。

## おもな設置校
- 長浜バイオ大学 バイオサイエンス学部　バイオサイエンス学科・アニマルバイオサイエンス学科・コンピューターバイオサイエンス学科
- 京都学園大学 バイオ環境学部 バイオサイエンス学科
- 近畿大学 農学部 バイオサイエンス学科（産業理工学部 生物環境化学科にはバイオサイエンスコースがある）
- 東海大学 農学部 バイオサイエンス学科
- 東京農業大学 応用生物科学部 バイオサイエンス学科
- 帝京大学 理工学部 バイオサイエンス学科
- 神戸女学院大学 人間科学部 環境・バイオサイエンス学科
- 静岡大学 農学部 共生バイオサイエンス学科
- 大阪府立大学  植物バイオサイエンス学科